# Belozerikha
Belozerikha (Белозериха) est un village ancien de Russie situé dans le raïon de Lyskovo de l'oblast de Nijni Novgorod. Il appartient au conseil rural de Krasny Osselok qui comprend neuf autres villages. Il est connu pour sa grande église. Il est composé de six rues.

## Géographie
Le village de Belozerikha se trouve à 120 km à l'est de Nijni Novgorod, à 24 km l'est de Lyskovo, à 2 km au sud de l'autoroute M-7 Volga et à 4 km au sud de la Volga. Il est baigné par l'Imza.
Climat
Le climat est caractérisé comme continental tempéré, avec des étés relativement courts et modérément chauds et des hivers longs et froids. La température annuelle moyenne est de 3,7 °C. La température moyenne de l'air du mois le plus chaud (juillet) est de 18,7 °C (le maximum absolu est de 36 °C) ; le plus froid (janvier) -12°C (minimum absolu -44°C). La durée de la période sans gel est de 206 à 212 jours. Les précipitations annuelles moyennes sont d'environ 588 mm, dont 410 mm entre avril et octobre. La couverture de neige stable dure environ 150-160 jours.

## Histoire
L'endroit, marécageux à l'époque, est mentionné dans les chroniques russes dès 1242; mais le village lui-même est fondé au XVIIIe siècle par des paysans venus du gouvernement de Vologda qui étaient des serfs des Demidov auxquels Pierre le Grand avait donné des terres dans le gouvernement de Nijni Novgorod.
L'imposante église de l'Annonciation est construite en style russo-byzantin entre 1856 et 1872, l'église du village d'à côté, Astachikha, étant trop petite. Elle a été récemment restaurée dans les années 2010-2020 et dépend maintenant du doyenné de Lyskovo de l'éparchie de Lyskovo. À l'époque de la collectivisation, le village est organisé en kolkhoze du nom de « Nouvelle Voie » avec une scierie. Pendant la Grande Guerre patriotique, 230 soldats partent pour le front dont beaucoup ne reviennent pas. Le monument aux morts du village leur rend hommage.
Avec l'apparition d'une flotte à grande vitesse sur la Volga, un quai est installé au bord du fleuve (à 4 km) sous le nom de « Belozerikha ».

## Population
- 2002: 530 habitants
- 2010: 470 habitants

La population croît à la belle saison avec les habitants des résidences secondaires (datchas).

## Économie
- Coopérative agricole Belozersky.